# キバナバラモンジン
キバナバラモンジン(学名:Scorzonera hispanica)は、キク目キク科フタナミソウ属の種のひとつ。多年生植物。別名ブラックサルシファイ、スパニッシュサルシファイ、ブラックオイスタープラント、また単にスコルツォネラとしても種苗業では流通している。

## 和名
キクゴボウ（菊牛蒡）、西洋黒ゴボウなどと呼ばれることもある。キバナバラモンジン（黄花婆羅門参）という名前はバラモンジン属のバラモンジン(Tragopogon porrifolius)と共通するが、別属である。また食用・薬用の根はゴボウと外見は似ているが別属であり、味も異なる。

## 特徴

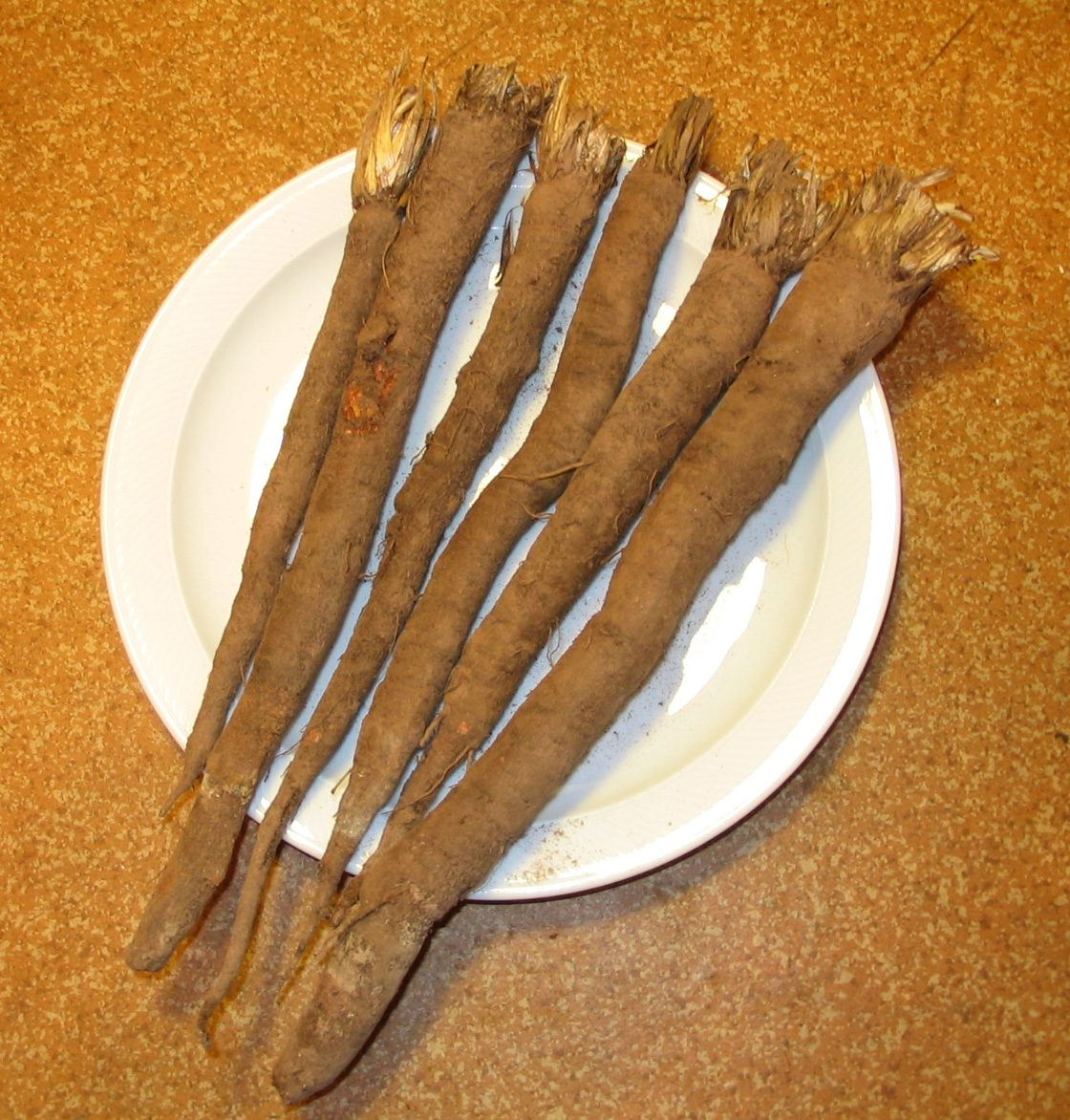
キバナバラモンジンの根

名前に黄花とつく通り花弁は黄色で、放射花である。根は直根性で長さ2メートル位まで成長する。直径は約2センチメートルほど。皮は黒く、中身は白い。
南ヨーロッパ、近東など地中海沿岸が原産で、学名にあるようにスペインまで分布しているとみなされているが、西洋で初めてスコルツォネラを記録したレオンハルト・ラウヴォルフは、1575年にシリアのアレッポの市場で発見した。
属名のスコルツォネラという名前は、古フランス語で蛇、毒蛇を意味するscorzonという言葉や、イタリア語で黒い皮を意味する"scorza negra"に由来するとされる。

## 利用

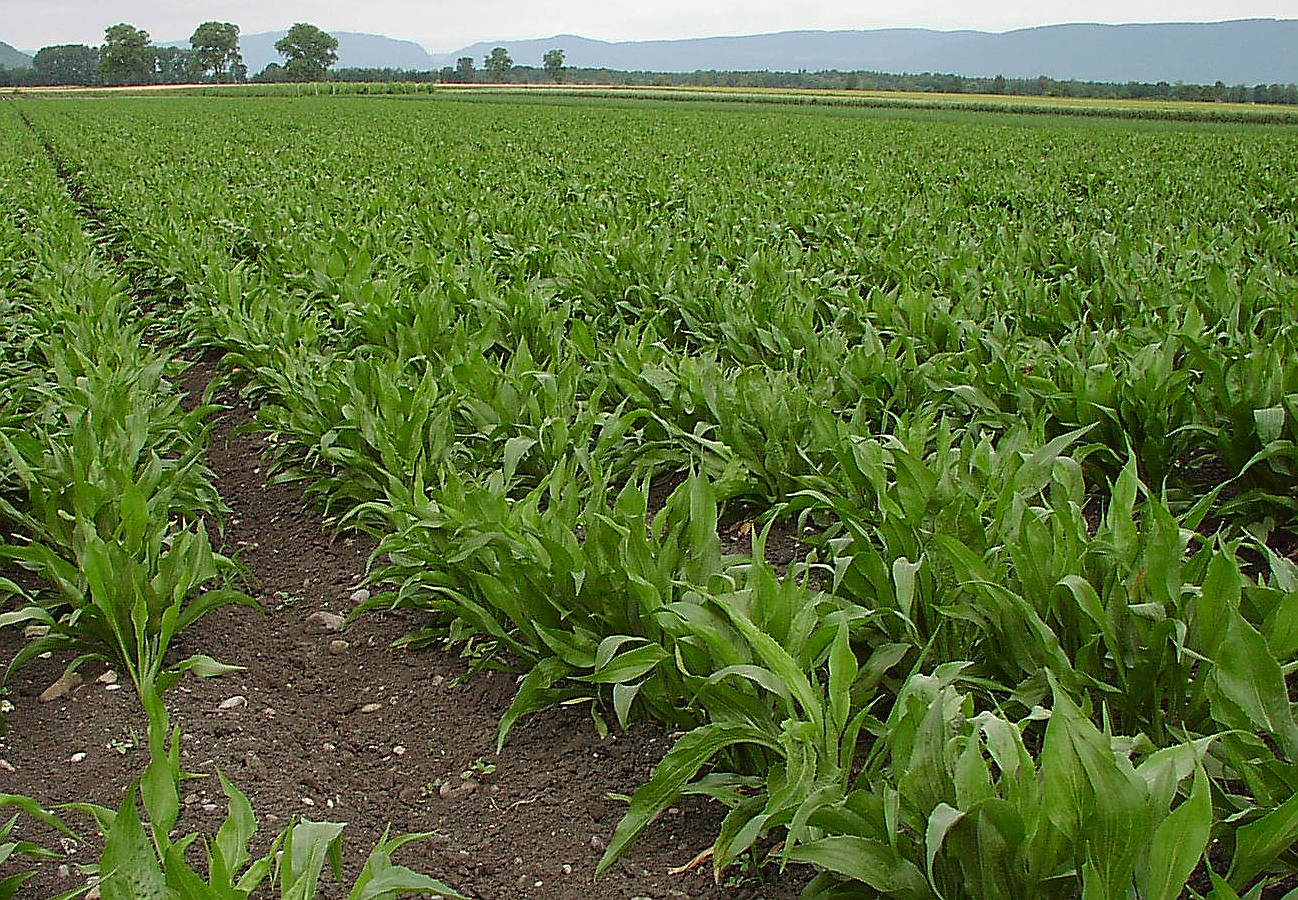
ドイツでのスコルツォネラ農場

薬用、食用根菜としてヨーロッパでは利用されている。ケルト人やゲルマン人は16世紀頃まで人獣共通感染症や蛇の毒を中和すると考えていたため、薬用として利用されていた。イタリア、フランスなどで1660年までには栽培されるようになり、後にベルギーなどにも広がった。19世紀にはオランダで「冬アスパラガス」とも呼ばれていた。
栄養値が高く、プロテイン、脂肪、アスパラギン、コリン、カリウム、リン、鉄分、ナトリウム、ビタミンA・B1・E・C、イヌリン配糖体などを含む。料理の際は、豆や人参などとともに調理され、アスパラガスのようにホワイトソースやマスタードソースなどをかけて食べる。
現在、本種は、ベルギー、フランス、オランダ、ドイツなどで栽培されている。種苗業での栽培品種としては、ドイツのHoffmanns Schwarzer Pfahlや、Scorzonera Duplexなどが有名である。

## 画像

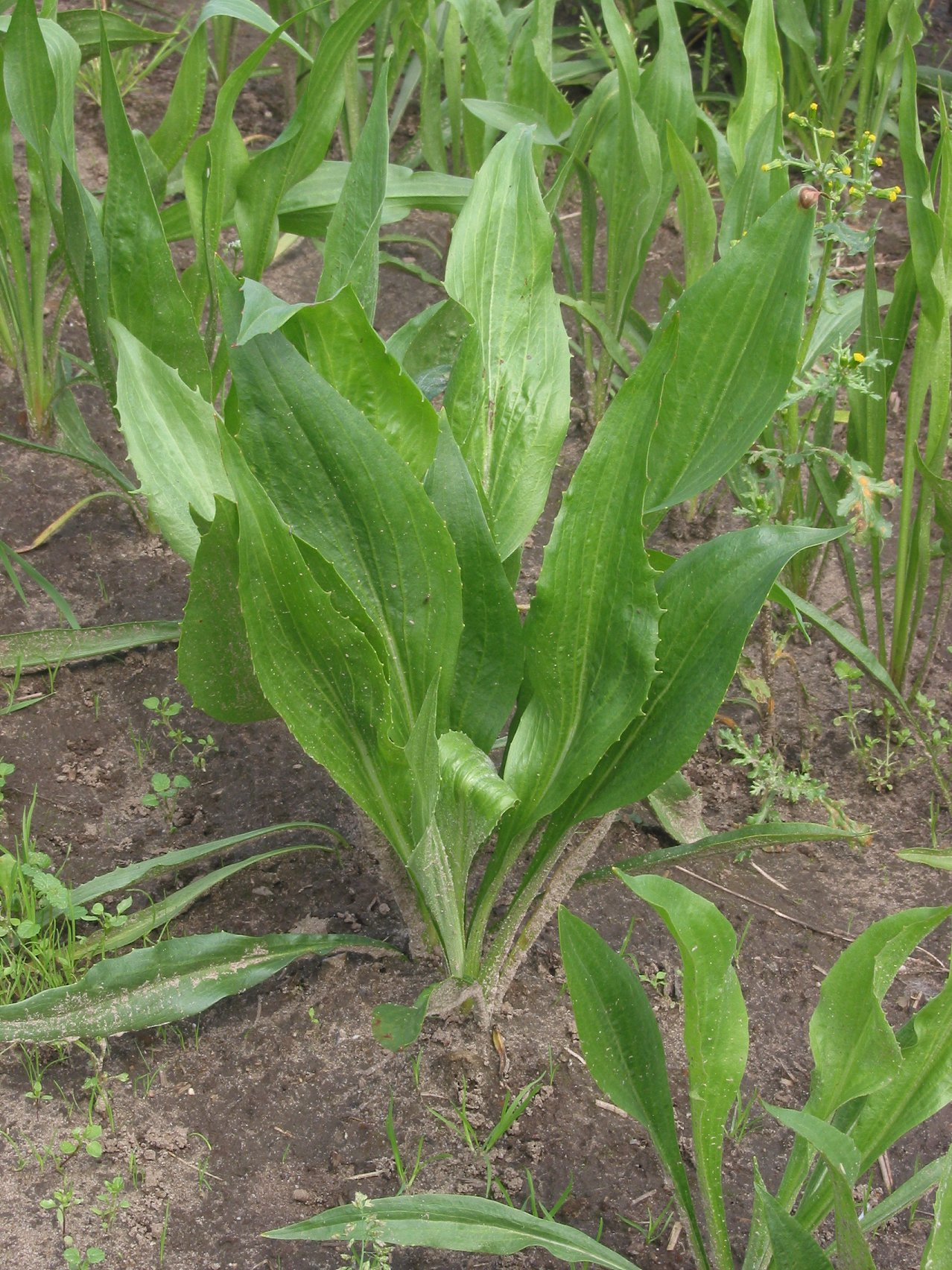
葉
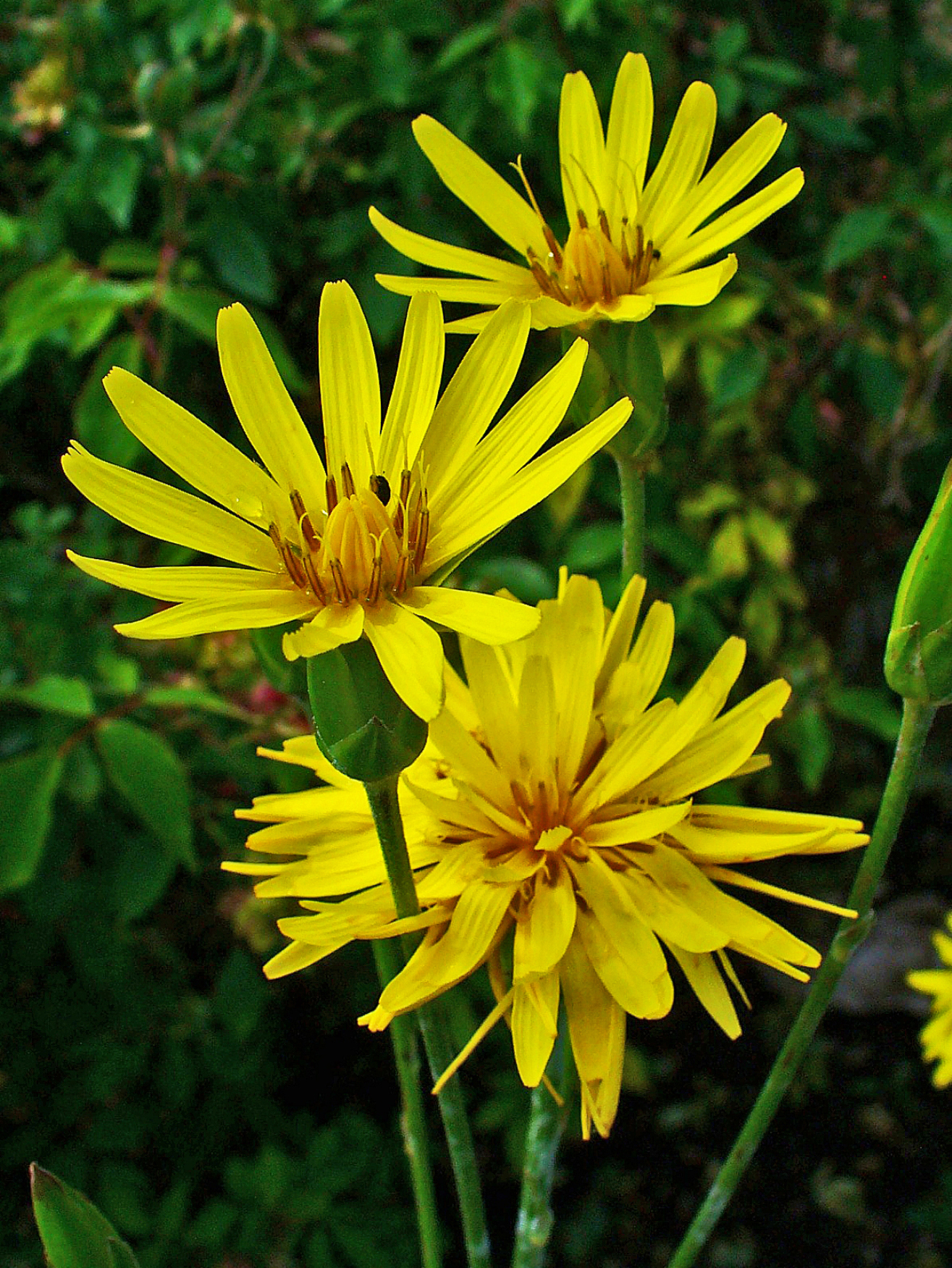
花のアップ
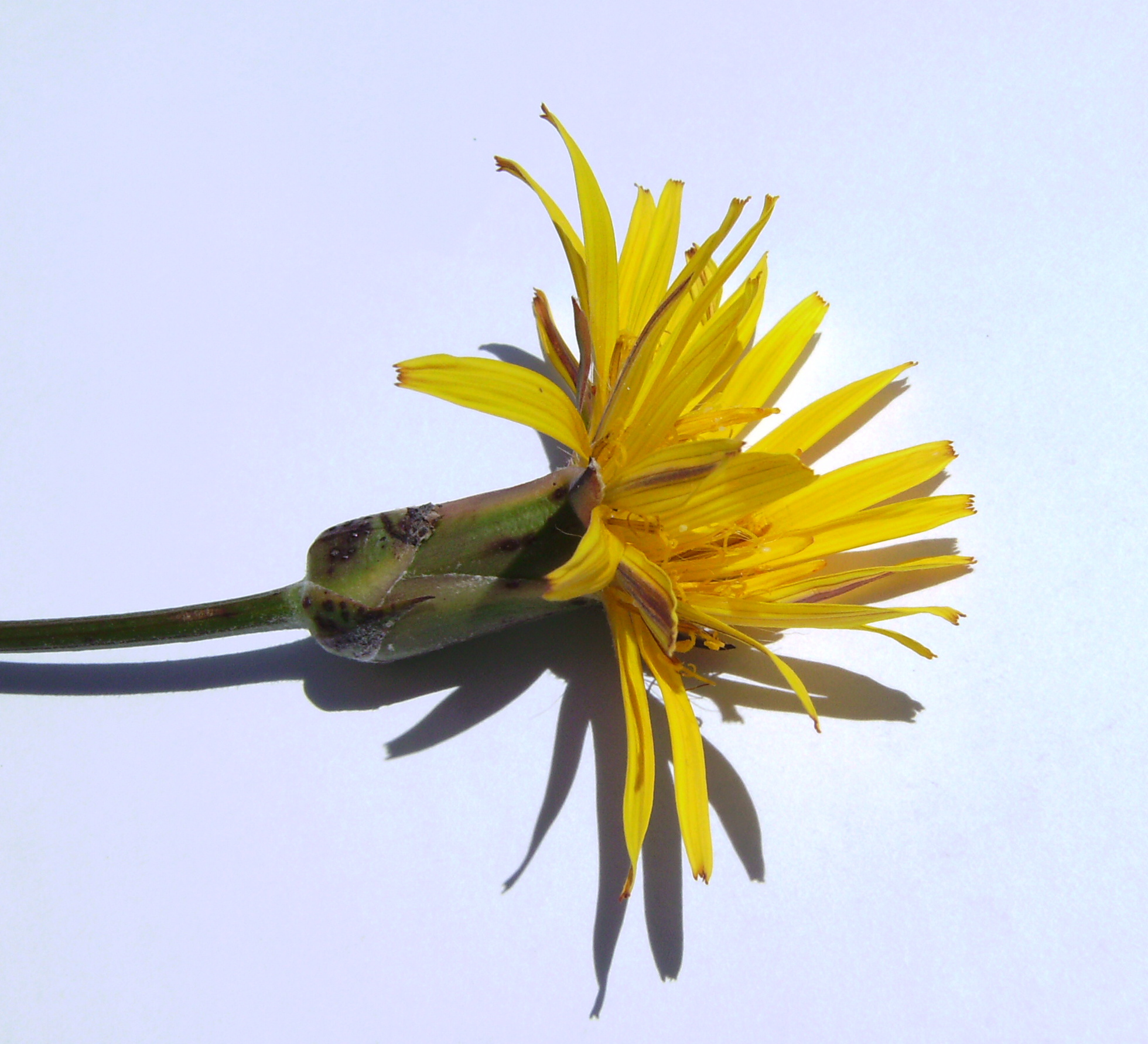
花
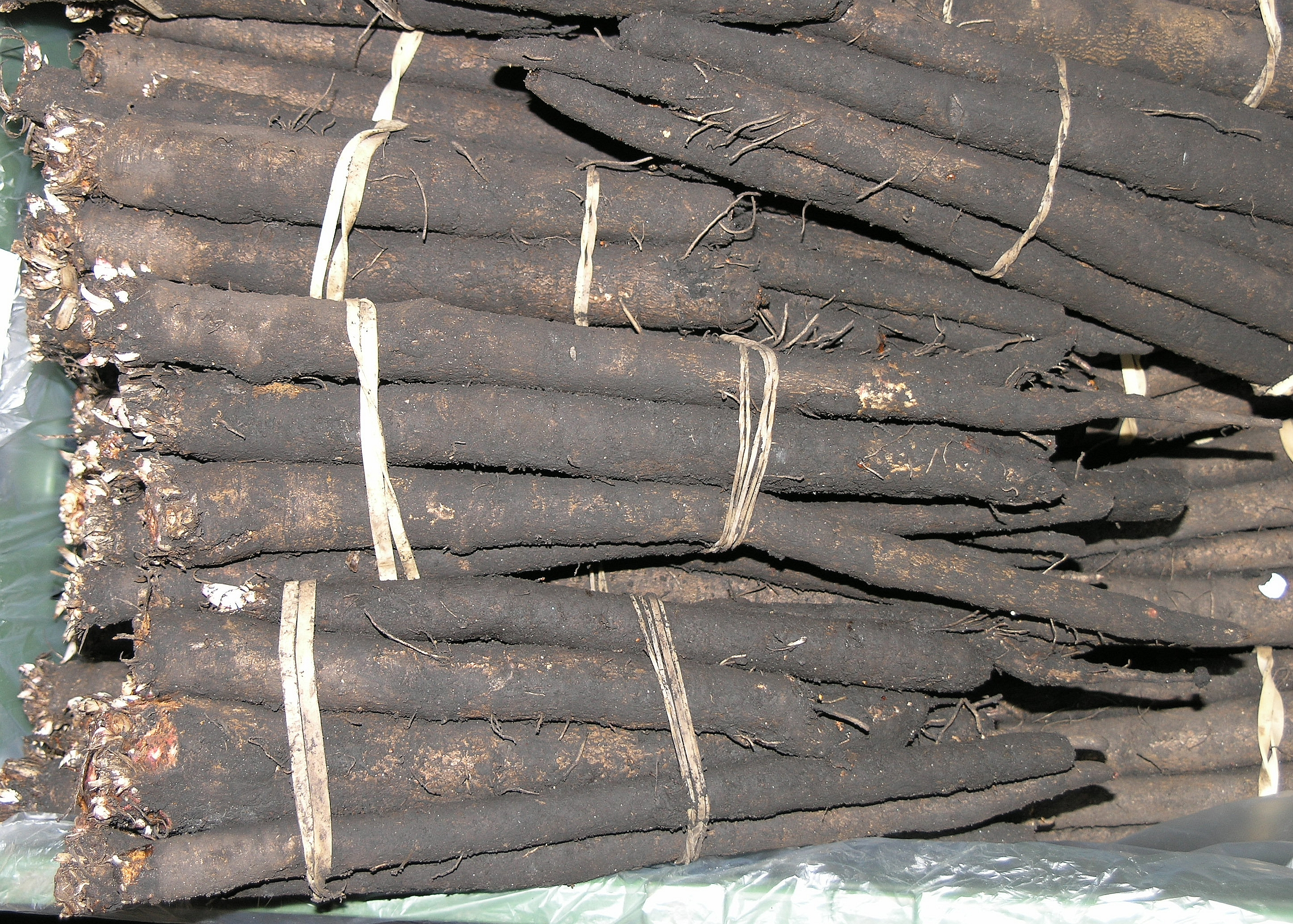
市場で取り引きされる根